# Grevilly
Grevilly ist eine französische Gemeinde im Département Saône-et-Loire in der Region Bourgogne-Franche-Comté (vor 2016 Bourgogne). Sie gehört zum Arrondissement Mâcon und zum Kanton Tournus (bis 2015 Lugny). Die Gemeinde hat 26 Einwohner (Stand: 1. Januar 2022).

## Geografie
Grevilly liegt etwa 24 Kilometer nördlich des Stadtzentrums von Mâcon. Umgeben wird Grevilly von den Nachbargemeinden Martailly-lès-Brancion im Norden und Nordwesten, Ozenay im Norden und Nordosten, Chardonnay im Osten, Lugny im Süden sowie Cruzille im Süden und Südwesten.
Die Gemeinde gehört zum Weinbaugebiet Bourgogne.

## Bevölkerungsentwicklung
| Jahr                      | 1962 | 1968 | 1975 | 1982 | 1990 | 1999 | 2006 | 2011 | 2016 |
| Einwohner                 | 57   | 54   | 53   | 45   | 42   | 37   | 36   | 33   | 36   |
| Quelle: Cassini und INSEE |      |      |      |      |      |      |      |      |      |

## Sehenswürdigkeiten
- Kirche Saint-Martin aus dem 12. Jahrhundert, seit 1942 Monument historique

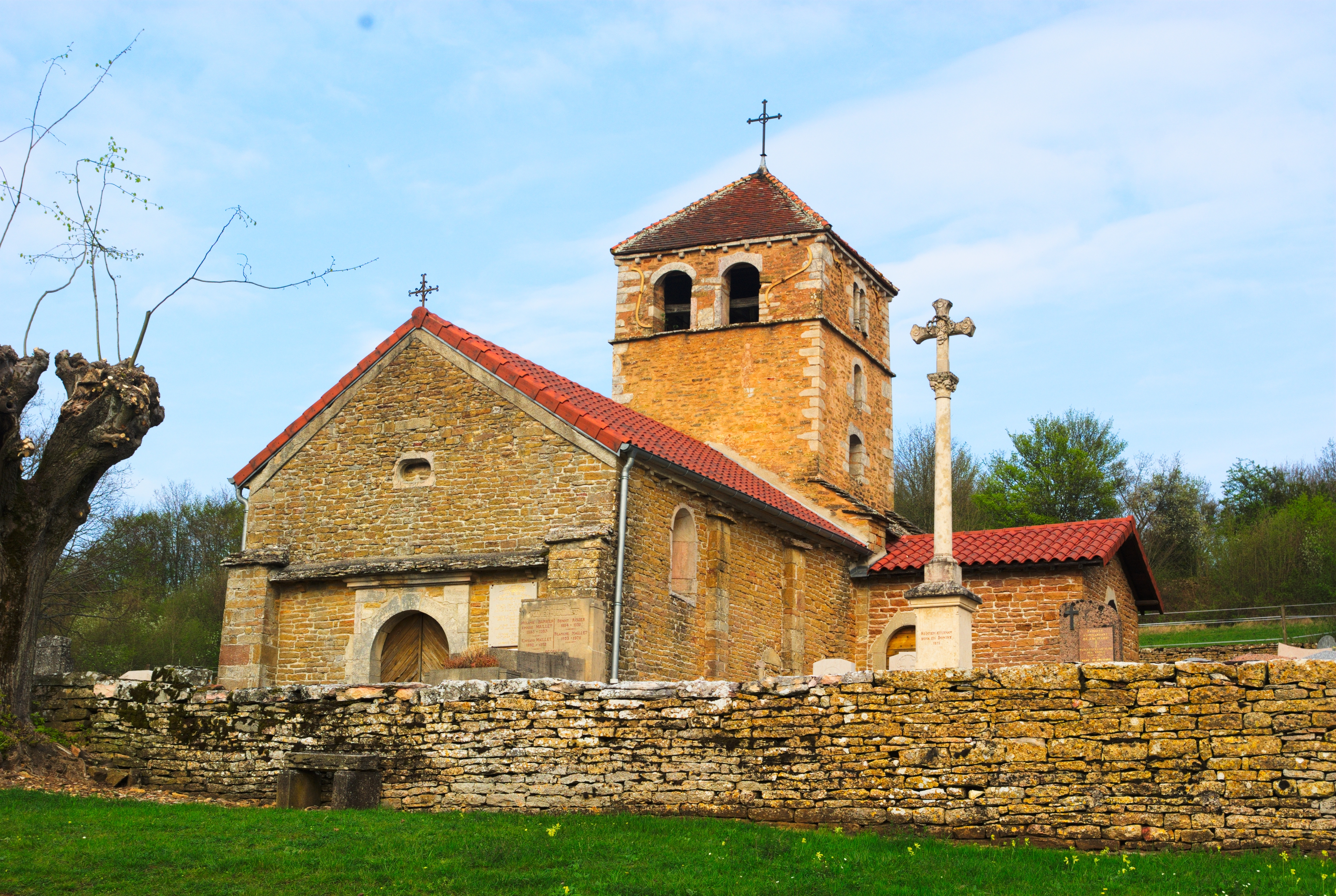
Kirche Saint-Martin